# 贾瑞琴
贾瑞琴（1961年4月—），女，回族，河南开封人，中华人民共和国政治人物。毕业于河南大学中文系函授本科，河南大学政治经济学在职研究生学历。

## 生平
贾瑞琴曾任中共商丘市委常委、宣传部部长、副市长；2015年7月任河南省民族事务委员会主任（即河南省政府宗教事务局局长）。 她是第九届、第十届全国人大代表。